# زیردریایی تریومفانت (اس۶۱۶)
زیردریایی تریومفان (اس۶۱۶) (به فرانسوی: Triomphant (S616)) یک زیردریایی است که طول آن ۱۳۸ متر (۴۵۳ فوت) می‌باشد. این زیردریایی  در سال ۱۹۹۴ ساخته شد.